# Лианг-Барски алгоритам
У области рачунарска графика, Лианг- Барски алгоритам је алгоритам за сецкање линија. Овај алгоритам користи параметричну једначину линије и неједнакости која описује распон прозора за сецкање да би се дефинисала раскрсница између линије и прозора за сецкање. Помоћу ових раскрсница алгоритам зна који део линије треба да се нацрта. Овај алгоритам је ефикаснији од Кохен-Сатерлендов алгоритам. Идеја Лианд – Барски алгоритма је да се ради што више тесирања пре рачунања раскрсница.
Разматрамо прво класичан параметрични облик од почетне линије:
{\displaystyle x=x_{0}+u(x_{1}-x_{0})=x_{0}+u\Delta x\,\!}
{\displaystyle y=y_{0}+u(y_{1}-y_{0})=y_{0}+u\Delta y\,\!}
Тачка је у прозору за сецкање ако:
{\displaystyle x_{\text{min}}\leq x_{0}+u\Delta x\leq x_{\text{max}}\,\!}
и
{\displaystyle y_{\text{min}}\leq y_{0}+u\Delta y\leq y_{\text{max}}\,\!},
која се може представити као 4 неједнакости
{\displaystyle up_{k}\leq q_{k},\quad k=1,2,3,4\,\!},
где 
{\displaystyle p_{1}=-\Delta x,q_{1}=x_{0}-x_{\text{min}}\,\!} (left)
{\displaystyle p_{2}=\Delta x,q_{2}=x_{\text{max}}-x_{0}\,\!} (right)
{\displaystyle p_{3}=-\Delta y,q_{3}=y_{0}-y_{\text{min}}\,\!} (bottom)
{\displaystyle p_{4}=\Delta y,q_{4}=y_{\text{max}}-y_{0}\,\!} (top)
Да би се израчунао последњи сегмент линије:To compute the final line segment:
1. 1.	Линија која је паралелна са ивицом прозора има pk = 0 за ту границу
2. 2.	Ако за то k, qk<0, линија је потпуно напољу и може бити елиминисана
3. 3.	Када pk<0 линија улази у прозор споља и када је pk>0 линија из прозора иде напоље
4. 4.	За ненула pk, u = qk/pk даје тачку раскрснице
5. 5.	За сваку линију, рачунај u1 и u2. За u1 гледај границе за које је pk<0 (тј. линија иде од споља ка унутра). Узми u1 да буде највећи међу {0, qk/pk}. За u2, гледај границе где је pk>0(тј. линија иде изнутра ка споља). Узми u2 да буде минимум међу {1, qк/pk}. Ако је u1>u2, линија је напољу и самим тим је одбијена.